# Associazione Sportiva Volley Lube 2019-2020
Questa voce raccoglie le informazioni riguardanti l'Associazione Sportiva Volley Lube nelle competizioni ufficiali della stagione 2019-2020.

## Organigramma societario
Area direttiva
- Presidente: Simona Sileoni
- Presidente onorario: Fabio Giulianelli, Luciano Sileoni
- Vicepresidente: Albino Massaccesi
- Team manager: Matteo Carancini
- Segreteria generale: Sonia Emiliozzi
- Direttore sportivo: Giuseppe Cormio
- Responsabile logistica: Claudio Leonardi

Area tecnica
- Allenatore: Ferdinando De Giorgi
- Allenatore in seconda: Nicola Giolito
- Assistente allenatori: Enrico Massaccesi, Alessandro Zarroli
- Scout man: Enrico Massaccesi, Alessandro Zarroli
- Responsabile settore giovanile: Giampiero Freddi

Area comunicazione
- Ufficio stampa: Carlo Perri
- Relazioni esterne: Marco Tentella
- Account: Chiara Ubaldi
- Responsabile rapporti sponsor: Mirko Giardetti

Area marketing
- Ufficio marketing: Paolo Prenna

Area sanitaria
- Medico: Mariano Avio, Danilo Compagnucci
- Preparatore atletico: Massimo Merazzi
- Fisioterapista: Marco Frontaloni, Tommaso Pagnanelli
- Nutrizionista: Alessandro Marinelli
- Consulente ortopedico: Massimo Balsano

## Rosa
| N° | Nome              | Ruolo | Data di nascita  | Nazionalità sportiva |
| -- | ----------------- | ----- | ---------------- | -------------------- |
| 1  | Simone Anzani     | C     | 24 febbraio 1992 | Italia               |
| 2  | Jiří Kovář        | S     | 10 aprile 1989   | Italia               |
| 3  | Stijn D'Hulst     | P     | 24 aprile 1991   | Belgio               |
| 4  | Andrea Marchisio  | L     | 6 novembre 1990  | Italia               |
| 5  | Osmany Juantorena | S     | 12 agosto 1985   | Italia               |
| 6  | Jacopo Massari    | S     | 2 giugno 1988    | Italia               |
| 9  | Yoandy Leal       | S     | 31 agosto 1988   | Brasile              |
| 10 | Amir Ghafour      | O     | 6 giugno 1991    | Iran                 |
| 11 | Kamil Rychlicki   | O     | 1º novembre 1996 | Lussemburgo          |
| 12 | Enrico Diamantini | C     | 4 aprile 1993    | Italia               |
| 13 | Robertlandy Simón | C     | 11 giugno 1987   | Cuba                 |
| 14 | Bruno de Rezende  | P     | 2 luglio 1986    | Brasile              |
| 16 | Mateusz Bieniek   | C     | 5 aprile 1994    | Polonia              |
| 17 | Fabio Balaso      | L     | 20 ottobre 1995  | Italia               |

## Mercato
| Acquisti | Acquisti        | Acquisti          | Acquisti   |
| R.       | Nome            | da                | Modalità   |
| -------- | --------------- | ----------------- | ---------- |
| C        | Simone Anzani   | Modena            | definitivo |
| C        | Mateusz Bieniek | ZAKSA             | definitivo |
| O        | Amir Ghafour    | Milano            | definitivo |
| O        | Kamil Rychlicki | Porto Robur Costa | definitivo |

| Cessioni | Cessioni         | Cessioni         | Cessioni   |
| R.       | Nome             | a                | Modalità   |
| -------- | ---------------- | ---------------- | ---------- |
| O        | Diego Cantagalli | Diavoli Rosa     | definitivo |
| C        | Enrico Cester    | BluVolley Verona | definitivo |
| O        | Cvetan Sokolov   | Zenit-Kazan      | definitivo |
| C        | Dragan Stanković | You Energy       | definitivo |

## Risultati

### Superlega

#### Girone di andata
| 1ª giornata - 20 ottobre 2019 PalaCivitanova, Civitanova Marche   | Lube               | 3 - 0 | You Energy         | 26-24, 27-25, 25-20               |
| 2ª giornata - 27 ottobre 2019 PalaLido, Milano                    | Powervolley Milano | 0 - 3 | Lube               | 22-25, 15-25, 20-25               |
| 3ª giornata - 7 novembre 2019 PalaCivitanova, Civitanova Marche   | Lube               | 3 - 1 | Top Volley Latina  | 28-26, 25-15, 23-25, 25-23        |
| 5ª giornata - 13 novembre 2019 PalaOlimpia, Verona                | BluVolley Verona   | 0 - 3 | Lube               | 22-25, 16-25, 19-25               |
| 6ª giornata - 17 novembre 2019 PalaCivitanova, Civitanova Marche  | Lube               | 3 - 0 | Modena             | 25-19, 25-20, 25-18               |
| 7ª giornata - 21 novembre 2019 PalaDeAndré, Ravenna               | Porto Robur Costa  | 2 - 3 | Lube               | 22-25, 24-26, 25-18, 25-22, 11-15 |
| 8ª giornata - 24 novembre 2019 PalaCalafiore, Reggio Calabria     | Callipo            | 1 - 3 | Lube               | 27-25, 18-25, 17-25, 21-25        |
| 9ª giornata - 27 novembre 2019 PalaCivitanova, Civitanova Marche  | Lube               | 3 - 1 | Milano             | 25-16, 25-21, 18-25, 25-23        |
| 10ª giornata - 22 dicembre 2019 PalaTrento, Trento                | Trentino           | 1 - 3 | Lube               | 27-29, 25-17, 14-25, 20-25        |
| 11ª giornata - 10 novembre 2019 PalaCivitanova, Civitanova Marche | Lube               | 3 - 1 | Sir Safety Perugia | 28-26, 25-20, 24-26, 25-22        |
| 12ª giornata - 15 dicembre 2019 PalaSanLazzaro, Padova            | Padova             | 0 - 3 | Lube               | 12-25, 20-25, 18-25               |
| 13ª giornata - 23 ottobre 2019 PalaCivitanova, Civitanova Marche  | Lube               | 3 - 0 | Argos              | 25-18, 25-23, 25-23               |

#### Girone di ritorno
| 14ª giornata - 26 dicembre 2019 PalaBanca, Piacenza                       | You Energy         | 0 - 3 | Lube               | 20-25, 15-25, 13-25               |
| 15ª giornata - 16 gennaio 2020 PalaCivitanova, Civitanova Marche          | Lube               | 2 - 3 | Powervolley Milano | 23-25, 25-18, 25-13, 23-25, 10-15 |
| 16ª giornata - 19 gennaio 2020 Palazzetto dello Sport, Cisterna di Latina | Top Volley Latina  | 1 - 3 | Lube               | 25-23, 19-25, 17-25, 22-25        |
| 18ª giornata - 2 febbraio 2020 PalaCivitanova, Civitanova Marche          | Lube               | 3 - 0 | BluVolley Verona   | 25-8, 25-14, 25-19                |
| 19ª giornata - 5 febbraio 2020 PalaPanini, Modena                         | Modena             | 3 - 1 | Lube               | 17-25, 25-19, 25-18, 25-21        |
| 20ª giornata - 9 febbraio 2020 PalaCivitanova, Civitanova Marche          | Lube               | 3 - 0 | Porto Robur Costa  | 25-21, 25-23, 25-19               |
| 21ª giornata - 16 febbraio 2020 PalaCivitanova, Civitanova Marche         | Lube               | 3 - 0 | Callipo            | 25-19, 25-23, 25-17               |
| 22ª giornata - 18 marzo 2020 Palazzetto dello Sport, Monza                | Milano             | -     | Lube               | annullata                         |
| 23ª giornata - 8 marzo 2020 PalaCivitanova, Civitanova Marche             | Lube               | 3 - 2 | Trentino           | 22-25, 21-25, 25-18, 25-22, 15-13 |
| 24ª giornata - 15 marzo 2020 PalaEvangelisti, Perugia                     | Sir Safety Perugia | -     | Lube               | annullata                         |
| 25ª giornata - 22 marzo 2020 PalaCivitanova, Civitanova Marche            | Lube               | -     | Padova             | annullata                         |
| 26ª giornata - 29 marzo 2020 PalaCoccia, Veroli                           | Argos              | -     | Lube               | annullata                         |

### Coppa Italia

#### Fase a eliminazione diretta
| Quarti di finale - 22 gennaio 2020 PalaCivitanova, Civitanova Marche | Lube | 3 - 1 | Milano             | 25-23, 25-14, 18-25, 25-19        |
| Semifinali - 22 febbraio 2020 Unipol Arena, Casalecchio di Reno      | Lube | 3 - 2 | Trentino           | 15-25, 20-25, 25-16, 25-21, 15-12 |
| Finale - 23 febbraio 2020 Unipol Arena, Casalecchio di Reno          | Lube | 3 - 2 | Sir Safety Perugia | 21-25, 25-23, 25-23, 34-36, 15-10 |

### Supercoppa italiana

#### Fase a eliminazione diretta
| Semifinali - 1º novembre 2019 PalaCivitanova, Civitanova Marche | Lube | 1 - 3 | Modena | 23-25, 21-25, 29-27, 20-25 |

### Campionato mondiale per club

#### Fase a gironi
| 1ª giornata - 3 dicembre 2019 Ginásio Divino Braga, Betim | Lube | 3 - 0 | Al-Rayyan   | 25-16, 25-18, 25-13               |
| 2ª giornata - 4 dicembre 2019 Ginásio Divino Braga, Betim | Sada | 0 - 3 | Lube        | 23-25, 28-30, 15-25               |
| 3ª giornata - 5 dicembre 2019 Ginásio Divino Braga, Betim | Lube | 2 - 3 | Zenit-Kazan | 25-12, 25-23, 12-25, 20-25, 10-15 |

#### Fase a eliminazione diretta
| Semifinali - 7 dicembre 2019 Ginásio Divino Braga, Betim | Lube | 3 - 0 | Al-Rayyan | 25-15, 25-17, 25-22        |
| Finale - 8 dicembre 2019 Ginásio Divino Braga, Betim     | Lube | 3 - 1 | Sada      | 25-23, 19-25, 31-29, 25-21 |

### Champions League

#### Fase a gironi
| 1ª giornata - 26 gennaio 2020 PalaCivitanova, Civitanova Marche   | Lube             | 3 - 0 | Trentino         | 25-21, 25-18, 25-15        |
| 2ª giornata - 12 dicembre 2019 Sportovní Hala, České Budějovice   | České Budějovice | 1 - 3 | Lube             | 18-25, 25-21, 13-25, 22-25 |
| 3ª giornata - 19 dicembre 2019 Burhan Felek Spor Salonu, Istanbul | Fenerbahçe       | 1 - 3 | Lube             | 15-25, 19-25, 25-20, 17-25 |
| 4ª giornata - 28 gennaio 2020 PalaCivitanova, Civitanova Marche   | Lube             | 3 - 1 | České Budějovice | 25-21, 25-19, 21-25, 25-19 |
| 5ª giornata - 13 febbraio 2020 PalaTrento, Trento                 | Trentino         | 1 - 3 | Lube             | 26-24, 29-31, 17-25, 22-25 |
| 6ª giornata - 19 febbraio 2020 PalaCivitanova, Civitanova Marche  | Lube             | 3 - 1 | Fenerbahçe       | 25-17, 21-25, 25-18, 25-22 |

#### Fase a eliminazione diretta
| Quarti di finale (andata) - 4 marzo 2020 Sporthal Schiervelde, Roeselare     | Roeselare | 0 - 3 | Lube      | 29-31, 14-25, 16-25 |
| Quarti di finale (ritorno) - 11 marzo 2020 PalaCivitanova, Civitanova Marche | Lube      | -     | Roeselare | annullata           |

## Statistiche

### Statistiche di squadra
| Competizione                 | Punti | In casa | In casa | In casa | In trasferta | In trasferta | In trasferta | Totale | Totale | Totale |
| Competizione                 | Punti | G       | V       | P       | G            | V            | P            | G      | V      | P      |
| ---------------------------- | ----- | ------- | ------- | ------- | ------------ | ------------ | ------------ | ------ | ------ | ------ |
| Superlega                    | 53    | 11      | 10      | 1       | 9            | 8            | 1            | 20     | 18     | 2      |
| Coppa Italia                 | -     | 1       | 1       | 0       | 0            | 0            | 0            | 3      | 3      | 0      |
| Supercoppa italiana          | -     | -       | -       | -       | -            | -            | -            | 1      | 0      | 1      |
| Campionato mondiale per club | 7     | -       | -       | -       | -            | -            | -            | 5      | 4      | 1      |
| Champions League             | 18    | 3       | 3       | 0       | 4            | 4            | 0            | 7      | 7      | 0      |
| Totale                       | -     | 15      | 14      | 1       | 13           | 12           | 1            | 36     | 32     | 4      |

G = partite giocate; V = partite vinte; P = partite perse